# Thomas Hörster
Thomas Hörster (Essen, 27 de novembro de 1956) é um treinador ex-futebolista profissional alemão, medalhista olímpico 

## Carreira
Thomas Hörster ganhou a medalha de bronze nos Jogos Olímpicos de Verão de 1988.